# Gran Premio di San Marino 1999
Il Gran Premio di San Marino 1999 è stato un Gran Premio di Formula 1 disputato il 2 maggio 1999 sull'Autodromo Enzo e Dino Ferrari di Imola. La gara è stata vinta da Michael Schumacher, che firma il 34° successo in Formula 1, su Ferrari; il team di Maranello, inoltre, non vinceva ad Imola da ben 16 anni, con l'ultima vittoria di Patrick Tambay nel 1983. Secondo e terzo sono giunti rispettivamente Coulthard e Barrichello. Il brasiliano ha partecipato in questa occasione alla 100ª gara della sua carriera nella massima categoria; si tratta del Gran Premio numero 100 anche per la scuderia Sauber.

## Prima della gara
- Badoer, sostituito nel Gran Premio del Brasile da Sarrazin per un infortunio ad una mano riportato durante dei test con la Ferrari, torna alla guida della Minardi.
- La BAR sostituisce Zonta, infortunatosi durante le prove del Gran Premio del Brasile, con Salo; il pilota finlandese sostituisce il brasiliano anche a Monaco e in Spagna.

## Qualifiche

### Resoconto
Häkkinen e Coulthard monopolizzano la prima fila per la terza gara consecutiva, con il finlandese che batte il compagno di squadra per appena ventidue millesimi; terzo è Michael Schumacher, staccato di meno di due decimi dai piloti della McLaren. Seguono Irvine, il sorprendente Villeneuve (quinto con la BAR), Barrichello, Frentzen, Hill, Ralf Schumacher e Zanardi. In difficoltà le Benetton, con Fisichella sedicesimo e Wurz diciassettesimo.

### Risultati
| Pos | N  | Pilota                | Costruttore/Motore   | Giro     | Gap    |
| --- | -- | --------------------- | -------------------- | -------- | ------ |
| 1   | 1  | Mika Häkkinen         | McLaren - Mercedes   | 1'26"362 |        |
| 2   | 2  | David Coulthard       | McLaren - Mercedes   | 1'26"384 | +0"022 |
| 3   | 3  | Michael Schumacher    | Ferrari              | 1'26"538 | +0"176 |
| 4   | 4  | Eddie Irvine          | Ferrari              | 1'26"993 | +0"631 |
| 5   | 22 | Jacques Villeneuve    | BAR - Supertec       | 1'27"313 | +0"951 |
| 6   | 16 | Rubens Barrichello    | Stewart - Ford       | 1'27"409 | +1"047 |
| 7   | 8  | Heinz-Harald Frentzen | Jordan - Mugen-Honda | 1'27"613 | +1"251 |
| 8   | 7  | Damon Hill            | Jordan - Mugen-Honda | 1'27"708 | +1"346 |
| 9   | 6  | Ralf Schumacher       | Williams - Supertec  | 1'27"770 | +1"408 |
| 10  | 5  | Alessandro Zanardi    | Williams - Supertec  | 1'28"142 | +1"780 |
| 11  | 18 | Olivier Panis         | Prost - Peugeot      | 1'28"205 | +1"843 |
| 12  | 17 | Johnny Herbert        | Stewart - Ford       | 1'28"246 | +1"884 |
| 13  | 11 | Jean Alesi            | Sauber - Petronas    | 1'28"253 | +1"891 |
| 14  | 19 | Jarno Trulli          | Prost - Peugeot      | 1'28"403 | +2"041 |
| 15  | 12 | Pedro Diniz           | Sauber - Petronas    | 1'28"599 | +2"237 |
| 16  | 9  | Giancarlo Fisichella  | Benetton - Playlife  | 1'28"750 | +2"388 |
| 17  | 10 | Alexander Wurz        | Benetton - Playlife  | 1'28"765 | +2"403 |
| 18  | 14 | Pedro de la Rosa      | Arrows               | 1'29"293 | +2"931 |
| 19  | 23 | Mika Salo             | BAR - Supertec       | 1'29"451 | +3"089 |
| 20  | 15 | Toranosuke Takagi     | Arrows               | 1'29"656 | +3"294 |
| 21  | 21 | Marc Gené             | Minardi - Ford       | 1'30"035 | +3"673 |
| 22  | 20 | Luca Badoer           | Minardi - Ford       | 1'30"945 | +4"583 |

## Gara

### Resoconto
Al via rimane fermo sulla griglia di partenza Villeneuve; il pilota canadese si deve ritirare immediatamente. Häkkinen mantiene la testa della corsa davanti al compagno di squadra; il finlandese comincia subito a distanziare i rivali, arrivando ad avere un vantaggio di circa tredici secondi. Nel corso del diciassettesimo passaggio, però, Häkkinen va largo all'ultima curva, sbandando sul cordolo e andando a sbattere contro le barriere; passa così in testa Coulthard, seguito da Michael Schumacher. Il pilota della Ferrari effettua il suo pit stop al 31º giro, mentre Coulthard rifornisce quattro tornate più tardi; quando torna in pista, lo scozzese è alle spalle del rivale. Rallentato da alcuni doppiati, Coulthard non riesce a riguadagnare la prima posizione neanche quando Schumacher si ferma nuovamente ai box.
Al 46º giro sulla Ferrari di Irvine, che occupava la terza posizione, si rompe il motore; Frentzen, che lo seguiva da vicino, scivola sull'olio perso dalla vettura del nordirlandese, andando in testacoda e ritirandosi. Alle spalle di Michael Schumacher e Coulthard chiude quindi Barrichello, che porta il primo podio stagionale alla Stewart; quarto è Hill, seguito da Fisichella ed Alesi. Questi ultimi approfittano del doppio ritiro, a quattro tornate dal termine, di Herbert e Zanardi, rispettivamente quinto e sesto; curiosamente, l'abbandono dei due avviene più o meno allo stesso modo di quello di Irvine e Frentzen, con Zanardi che scivola sull'olio perso dalla vettura di Herbert.

### Risultati
| Pos | N  | Pilota                | Costruttore/Motore   | Giri | Tempo/Ritiro                 | Griglia | Punti |
| --- | -- | --------------------- | -------------------- | ---- | ---------------------------- | ------- | ----- |
| 1   | 3  | Michael Schumacher    | Ferrari              | 62   | 1h33'44"792                  | 3       | 10    |
| 2   | 2  | David Coulthard       | McLaren - Mercedes   | 62   | +4"265                       | 2       | 6     |
| 3   | 16 | Rubens Barrichello    | Stewart - Ford       | 61   | +1 giro                      | 6       | 4     |
| 4   | 7  | Damon Hill            | Jordan - Mugen-Honda | 61   | +1 giro                      | 8       | 3     |
| 5   | 9  | Giancarlo Fisichella  | Benetton - Playlife  | 61   | +1 giro                      | 16      | 2     |
| 6   | 11 | Jean Alesi            | Sauber - Petronas    | 61   | +1 giro                      | 13      | 1     |
| 7   | 23 | Mika Salo             | BAR - Supertec       | 59   | +3 giri                      | 19      |       |
| 8   | 20 | Luca Badoer           | Minardi - Ford       | 59   | +3 giri                      | 22      |       |
| 9   | 21 | Marc Gené             | Minardi - Ford       | 59   | +3 giri                      | 21      |       |
| 10  | 17 | Johnny Herbert        | Stewart - Ford       | 58   | Motore                       | 12      |       |
| 11  | 5  | Alessandro Zanardi    | Williams - Supertec  | 58   | Testacoda                    | 10      |       |
| Rit | 12 | Pedro Diniz           | Sauber - Petronas    | 49   | Testacoda                    | 15      |       |
| Rit | 18 | Olivier Panis         | Prost - Peugeot      | 48   | Acceleratore                 | 11      |       |
| Rit | 4  | Eddie Irvine          | Ferrari              | 46   | Motore                       | 4       |       |
| Rit | 8  | Heinz-Harald Frentzen | Jordan - Mugen-Honda | 46   | Testacoda                    | 7       |       |
| Rit | 15 | Toranosuke Takagi     | Arrows               | 29   | Pressione benzina            | 20      |       |
| Rit | 6  | Ralf Schumacher       | Williams - Supertec  | 28   | Acceleratore                 | 9       |       |
| Rit | 1  | Mika Häkkinen         | McLaren - Mercedes   | 17   | Incidente                    | 1       |       |
| Rit | 14 | Pedro de la Rosa      | Arrows               | 5    | Collisione con A.Wurz        | 18      |       |
| Rit | 10 | Alexander Wurz        | Benetton - Playlife  | 5    | Collisione con P. de la Rosa | 17      |       |
| Rit | 22 | Jacques Villeneuve    | BAR - Supertec       | 0    | Cambio                       | 14      |       |
| Rit | 19 | Jarno Trulli          | Prost - Peugeot      | 0    | Testacoda                    | 5       |       |

## Classifiche

### Piloti
| Pos. | Pilota                | Punti |
| ---- | --------------------- | ----- |
| 1    | Michael Schumacher    | 16    |
| 2    | Eddie Irvine          | 12    |
| 3    | Mika Häkkinen         | 10    |
| 3    | Heinz-Harald Frentzen | 10    |
| 5    | Ralf Schumacher       | 7     |
| 6    | David Coulthard       | 6     |
| 6    | Rubens Barrichello    | 6     |
| 8    | Giancarlo Fisichella  | 5     |
| 9    | Damon Hill            | 3     |
| 10   | Pedro de la Rosa      | 1     |
| 10   | Olivier Panis         | 1     |
| 10   | Jean Alesi            | 1     |

### Costruttori
| Pos. | Team                 | Punti |
| ---- | -------------------- | ----- |
| 1    | Ferrari              | 28    |
| 2    | McLaren - Mercedes   | 16    |
| 3    | Jordan - Mugen-Honda | 13    |
| 4    | Williams - Supertec  | 7     |
| 5    | Stewart - Ford       | 6     |
| 6    | Benetton - Playlife  | 5     |
| 7    | Arrows               | 1     |
| 7    | Prost - Peugeot      | 1     |
| 7    | Sauber - Petronas    | 1     |

## Fonti
- Sito di The Official Formula 1, su formula1.com. URL consultato l'8 marzo 2009.
- Autosprint, Autosprint extra - L'anno de campioni, pag.66
- Grandprix.com. URL consultato il 26 settembre 2009.